# Richard Webber
Richard Webber – fikcyjna postać serialu Chirurdzy, stacji ABC. Jego rolę odtwarza James Pickens Jr., natomiast został wykreowany przez Shondę Rhimes. Jest szefem chirurgii Seattle Grace Mercy West Hospital w sezonach 1-5 i 7.

## Historia postaci
Richard, w czasie odbywania rezydentury w szpitalu Seattle Grace, miał romans z Ellis Grey, matką Meredith. Działo się tak, pomimo że oboje byli w związkach małżeńskich. Ellis zostawiła swojego męża, Thatchera, jednak Webber nigdy nie rozwiódł się z Adele. W pewnym odcinku wychodzi na jaw, że jego żona wiedziała o jego licznych zdradach i podwójnym życiu, a jednak nie zdecydowała się odejść od niego. Przez lata był nałogowym alkoholikiem. W serialu są sprzeczności, co do tego gdzie odbywał stypendium; w jednych odcinkach mowa jest o SGH, natomiast w innych o Nowym Jorku.

## Opis postaci
W pierwszym sezonie zawsze jest czujny i bacznie obserwuje swoich podwładnych. Jego kłopoty prywatne zaczynają się, gdy jego żona, Adele, każe mu dokonać wyboru: albo odchodzi na emeryturę, albo ona odchodzi. Richard próbuje unikać tego tematu, lecz Adele zmęczona czekaniem podejmuje decyzję i odchodzi. Webber pomieszkuje wówczas w hotelu i w biurze. Regularnie odwiedza Ellis Grey w domu opieki (choruje ona na Alzheimera). Wkrótce potem planuje przejść na emeryturę, więc Derek Shepherd, Preston Burke, Addison Montgomery i Mark Sloan robią wszystko, by zająć jego miejsce. Ostatecznie Richard wybiera Dereka, lecz ten mówi mu by pozostał szefem.
Pod koniec trzeciego sezonu Adele ląduje w szpitalu i okazuje się, że jest w ciąży. Ojcem jest Richard, ale niestety Adele poroniła. Para postanawia dać sobie jeszcze jedną szansę. W czwartym sezonie Webber znów rozchodzi się z żoną, lecz pod koniec ponownie się schodzą.
W piątym sezonie ranga szpitala zostaje zachwiana, gdyż w rankingu SGH uplasował się na 12. miejscu. Webber wprowadza do szpitala nowe zasady i przygotowuje fuzję z Mercy West. Postanawia też uczyć Meredith Grey. Natomiast Miranda Bailey sprawia mu zawód, gdyż oświadcza, że chce porzucić chirurgię ogólną i zająć się pediatrią. Ostatecznie, ze względów osobistych, zostaje przy chirurgii ogólnej.
Sezon szósty jest dla Webbera bardzo trudny. Wychodzi na jaw, że znowu powrócił do picia (wcześniej chodził na spotkania AA). Z tego powodu nowy szef – Derek – daje mu wybór: albo odejdzie na wcześniejszą emeryturę, albo natychmiast uda się na odwyk. Odwyk przynosi oczekiwany skutek. Richard walnie przyczynił się również do zażegnania kryzysu w związku z napadem Gary'ego Clarka.
W siódmym sezonie ponownie obejmuje stanowisko Szefa Chirurgii, po odejściu Dereka. Organizuje konkurs na najlepszy projekt, w którym nagrodą jest milion dolarów. Pieniądze mają być przeznaczone na rozwój szpitala. Konkurs wygrywa Owen Hunt i organizuje szkolenie przeciwurazowe dla rezydentów. Wkrótce potem okazuje się, że jego żona, Adele, ma objawy wczesnej postaci choroby Alzheimera. Kiedy Adele zostaje zakwalifikowana do badań klinicznych, Meredith podmienia placebo na właściwy lek. Cała sprawa wychodzi na jaw i Webber zawiesza Meredith w obowiązkach, a sprawę badań kieruje do FDA.
W ósmym sezonie zarząd zmusza go, by zwolnił Meredith. Kiedy Richard orientuje się, że nie załatwi Grey innej pracy, bierze całą winę za podmianę leku na siebie i rezygnuje z posady szefa chirurgii. Nowym szefem mianuje Owena Hunta.
W sezonie dziewiątym żona Richarda ma coraz większe problemy ze zdrowiem. Przechodzi operację tętniaka aorty. Wykonuje ją Miranda Bailey, przez co spóźnia się na własny ślub. Operacja udaje się, ale serce Adele nie było w stanie jej przetrzymać i żona Webbera umiera na zawał (odcinek 10). Również w sezonie dziewiątym Webber wdaje się w romans z Catherine Avery. Oprócz tego pomaga przyjaciołom w kupnie szpitala, a także nawiązuje się jego konflikt w Mirandą Bailey, która nie chce operować. W ostatnim odcinku tego sezonu podczas ogromnej burzy zostaje rażony prądem i walczy o życie.
W sezonie dziesiątym Webber wciąż jest w związku z Catherine Avery i chce się jej oświadczyć, ale zrywa związek kiedy dowiaduje się, że przez Fundację Averego Christina Yang nie dostała nagrody Harper's Avery. Po odejściu Christiny, szpital zatrudnia nowego szefa Kardiochirurgii - doktor Maggie Pierce. Doktor Pierce zwierza się Webberowi, że jest adoptowana, a jej biologiczną matką jest Ellis Grey. W ten sposób Webber dowiaduje się, że jest także jego córką i próbuje nawiązać z nią przyjacielskie relacje. 
W sezonie jedenastym żeni się z Catherine Avery, ich świadkami są Bailey i Jackson.  